# Sous-secteur de Jausiers
Le sous-secteur de Jausiers était une des circonscriptions tactiques et de commandement de la ligne Maginot des Alpes.

## Présentation
Il dépendait du  secteur Ubaye qui, avec le secteur de Briançon, formaient le Secteur fortifié du Dauphiné (SFD).
Il commandait enfin lui-même trois entités encore plus petites, le  Quartier des Sagnes, le Quartier Restefond et le Quartier Rougna.
Le sous-secteur de Jausiers s'étendait, du Nord au Sud, depuis les hauteurs dominant le torrent d'Abriès et le ravin de Pelouse, près de Jausiers même, jusqu’à la crête de Rougna située sur le territoire de la commune de Saint-Dalmas-le-Selvage dans les Alpes-Maritimes.

La haute vallée de la Tinée, qui est dans le département des Alpes-Maritimes, avait été intégrée dans le secteur fortifié du Dauphiné et non dans celui des Alpes-Maritimes essentiellement pour des raisons stratégiques. En effet, toutes les vallées de la rive droite de la Tinée donnent accès à des itinéraires qui permettent de prendre à revers le col de Restefond ou même de le contourner pour descendre sur Barcelonnette.
En 1940, le PC du sous-secteur Jausiers était installé dans le fortin du Restefond et il était sous les ordres du lieutenant-colonel Soyer.
Le soutien d'artillerie du sous-secteur était assuré par le gros ouvrage de Restefond, la batterie de Cuguret et par des batteries d'artillerie de campagne mises en position au niveau du faux col de Restefond, en bas du col de Restefond, près du fortin de Restefond et au col de la Moutière.
Le sous-secteur Jausiers comprenait les ouvrages, avant-postes et points d'appui suivants :
- Poste de commandement :
  - PC du Col-de-Colombart

- Gros ouvrage d'artillerie :
  - Restefond

- Petits ouvrages d'infanterie :
  - Col-de-Restefond
  - Col des Granges-Communes
  - Col-de-la-Moutière

- Avant-postes :
  - Col-des-Fourches
  - Hameau du Pra

- Points d'appui :
  - Cime de las Planas, ou du Conquet
  - Les Sagnes
  - Le Lauzarouotte

- Casernements :
  - Abris alpins de la Moutière
  - Camp des Fourches
  - Fortin du Restefond

- Fortifications Séré de Rivières (XIXe siècle) réintégrées :
  - Batterie de Cuguret
  - Blockhaus des Fourches
  - Blockhaus de Pelousette